# Nicolás Gallus
Nicolás Gallus o Nicolás de Galia (? - Cerfroid, 11 de marzo de 1257) fue un religioso francés, sexto Ministro General de la Orden de la Santísima Trinidad y de los Cautivos, redentor general de la misma Orden, famoso por haber acompañado a Luis IX de Francia en la séptima Cruzada hacia Tierra Santa y considerado junto a Constanza de Aragón, cofundador del primer monasterio de monjas de Trinitarias en Avingaña.

## Biografía
En el capítulo general celebrado el día de la fiesta de la Santa Trinidad de 1231, en Cerfroid, fue elegido Ministro general de la Orden Trinitaria.
Durante su generalato, Nicolás de Galia, construyó la nueva iglesia de Cerfroid, cuna de la Orden y casa general de la misma, se amplió la casa de San Maturino en París y se hicieron nuevas fundaciones, entre los que destacan el convento de La Veuve (Francia), el de Fontainebleau y el hospital de Vianden (Luxemburgo), entre otras, . y fue capellán del rey Luis IX de Francia, a quien acompañó en su primera cruzada hacia Tierra Santa. Desde 1248 a 1254 permaneció en Oriente y compartió la cautividad con el rey. A la vuelta de su viaje de Palestina hizo consagrar la iglesia de Cerfroid por el obispo Anselmo de Meaux. Es conocido también como cofundador del monasterio de las monjas de Avingaña (Lérida - Reino de Aragón), junto a la infanta Constanza de Aragón, hija del rey Pedro II de Aragón, quien ostenta el título de fundadora y primera monja trinitaria.
Al término del mandato, la Orden Trinitaria se había expandido por casi toda Europa e incluso contaba con algunos «baños» en el Norte de África. Treinta y cinco bulas papales honran su generalato, que muestran como la Orden se encontraba empeñada activamente en la obra de la redención y no había casa de la misma que no atendiera un hospital para los cuidados de los pobres, transeúntes y enfermos.
Nicolás falleció el 11 de marzo de 1257 y fue sepultado en el coro de la iglesia de Cerfroid, junto al altar mayor.